# Абдрахманов, Толеш
Толеш Абдрахманов (каз. Төлеш Әбдірахманов; 1878 год, аул Акуба, Астраханская губерния — 1966 год) — старший чабан колхоза имени Сталина Джаныбекского района Западно-Казахстанской области, Казахская ССР. Герой Социалистического Труда (1948).

## Биография
Родился в 1878 году в бедной казахской семье в ауле Акоба. До Октябрьской Революции занимался батрачеством. С 1929 года работал чабаном, старшим чабаном (с 1935 года) в сельскохозяйственной артели (позднее — колхоз имени Сталина Джаныбекского района, совхоз «Джаныбекский»). В трудных зимних условиях послевоенных годов полностью сохранял поголовье отары.
В 1947 году достиг высоких показателей при выращивании молодняка эдильбаевской породы, получив 524 ягнят от 430 овцематок. В 1948 году удостоен звания Героя Социалистического Труда «за получение высокой продуктивности животноводства в 1947 году при выполнении колхозом обязательных поставок сельскохозяйственных продуктов и плана развития животноводства».
Благодаря трудовой деятельности Толеша Абдрахманова численность отары возросла от двухсот в 1929 году в начале его работы в колхозе до пяти тысяч голов в 1955 году.
В 1955 году вышел на пенсию.
Награды
- Герой Социалистического Труда — указом Президиума Верховного Совета СССР 23 июля 1948 года
- Орден Ленина
- Медаль «За трудовую доблесть»